# Nieuw-Zeeland op de Paralympische Winterspelen 2014
Nieuw-Zeeland was een van de landen die deelnam aan de Paralympische Winterspelen 2014 in Sotsji, Rusland.

## Medailleoverzicht
| Sport       | Paralympiër  | Onderdeel                 | Medaille |
| ----------- | ------------ | ------------------------- | -------- |
| Alpineskiën | Corey Peters | Reuzenslalom, zittend (m) | Zilver   |

## Deelnemers en resultaten
(m) = mannen, (v) = vrouwen 

### Alpineskiën
| Paralympiër  | Onderdeel                    | Resultaat | Prestatie      |
| ------------ | ---------------------------- | --------- | -------------- |
| Adam Hall    | Super G, staand (m)          | DNF       | Niet gefinisht |
| Adam Hall    | Slalom, staand (m)           | 7e        | 1:44.25        |
| Adam Hall    | Supercombinatie, staand (m)  | 4e        | 2:14.36        |
| Corey Peters | Super G, zittend             | 6e        | 1:26.17        |
| Corey Peters | Slalom, zittend (m)          | DNF       | Niet gefinisht |
| Corey Peters | Supercombinatie, zittend (m) | 4e        | 2:21.91        |
| Corey Peters | Reuzenslalom, zittend (m)    | Zilver    | 2:33.20        |

### Snowboarden
| Paralympiër | Onderdeel          | Resultaat | Prestatie |
| ----------- | ------------------ | --------- | --------- |
| Carl Murphy | Snowboardcross (m) | 4e        | 1:49.10   |